# 9341 Gracekelly
9341 Gracekelly è un asteroide della fascia principale. Scoperto nel 1991, presenta un'orbita caratterizzata da un semiasse maggiore pari a 2,5533474 UA e da un'eccentricità di 0,0882953, inclinata di 1,33059° rispetto all'eclittica.